# Chrysosoma molestum
Chrysosoma molestum är en tvåvingeart som beskrevs av Octave Parent 1934. Chrysosoma molestum ingår i släktet Chrysosoma och familjen styltflugor. Inga underarter finns listade i Catalogue of Life.